# Miguel Leyes
Miguel Ángel Leyes (* 5. Februar 1952 in Buenos Aires) ist ein ehemaliger argentinischer Fußballspieler und -trainer. Durch seine Zeit in Chile nahm der Torwart auch die Staatsbürgerschaft des Landes an.

## Karriere

### Verein
Miguel Leyes begann seine Profikarriere 1971 beim CA Huracán. Im selben Jahr nahm er an den Panamerikanischen Spielen in Cali teil. 1976 wechselte der Torwart ins Ausland und kam 1984 wieder zurück nach Argentinien zu Huracán. Leyes spielte in Ecuador bei LDU Quito und in Mexiko bei Atlético Potosino. Die längste Zeit seiner aktiven Karriere verbrachte er in Chile, wo er bei insgesamt fünf Vereinen spielte und auch die Nationalität seiner neuen Wahlheimat annahm. 1986 beendete der Torhüter seine Karriere bei den Rangers de Talca.

### Trainer
Nach seiner Spielerkarriere war Leyes Cheftrainer bei den Rangers de Talca 1989 und bei Everton 1990.

## Erfolge
Huracán
- Argentinischer Meister: 1973-M

Colo-Colo
- Chilenischer Meister: 1981
- Chilenischer Pokalsieger: 1981

Universidad Católica
- Chilenischer Pokalsieger: 1983